# Titorea
Titorea (en griego, Τιθορέα) es el nombre de una antigua ciudad griega de Fócide. En el mismo lugar donde estaba la antigua se ubica actualmente una población que conserva su mismo nombre. 

## Origen
En época de Heródoto, parece ser que Titorea era el topónimo que designaba la cumbre del monte Parnaso donde los focenses escaparon del ejército aqueménida de Jerjes en el año 480 a. C. Después, el nombre sirvió para denominar a la ciudad que, después de la destrucción de Neón, fue reconstruida al pie del monte.

## Descripción de Pausanias
Pausanias menciona una tradición según la cual el nombre de la ciudad procedía de una ninfa que crecía con las encinas. El mismo autor dice que Titorea era una ciudad próspera hasta que esta prosperidad terminó una generación antes de él.
Como lugares destacables de Titorea, Pausanias destaca el teatro, el ágora, un bosque sagrado de Atenea con un templo y una estatua de ella, así como la supuesta tumba de Antíope y de Foco, que habían sido enterrados juntos. Se contaba también que, cuando el sol pasaba por Tauro, los habitantes de Titorea cogían tierra del supuesto sepulcro donde se hallaban Zeto y Anfión, que estaba en Tebas y si esta tierra se ponían en contacto con el sepulcro de Antíope, los de Titorea tendrían buena cosecha y los tebanos mala, por eso los tebanos habían puesto centinelas en el sepulcro.
Pasaba junto a la ciudad el río Cácales. El aceite que se producía era menor en cantidad que el del Ática o el de Sicionia, pero se consideraba que superaba en calidad al de la península ibérica y al de Istria.

### Templo de Asclepio
A sesenta estadios de la ciudad se encontraba un templo de Asclepio Arcágetas, con una imagen del dios con barba, hecha en piedra, al que rendían culto todos los focidios, que podrían sacrificar cualquier cosa excepto cabras. En el templo había viviendas para los suplicantes y para los servidores del templo e incluso había un lecho a la derecha de la imagen de Asclepio.

### Recinto sagrado de Isis
A cuarenta estadios del templo de Asclepio había un recinto sagrado de Isis, la diosa egipcia, al que solo podían acceder, según los habitantes de Titorea, aquellos a quienes la diosa hubiera invitado en sueños. Se celebraban fiestas en honor a Isis dos veces al año: en primavera y al final del otoño. Tres días antes de cada fiesta los que podían acceder al recinto se purificaban con un rito secreto; el primer día, si encontraban alguna parte de las víctimas de la fiesta anterior, las recogían y las enterraban en un lugar que se hallaba a dos estadios del recinto; el segundo día, los mercaderes construían tiendas con cañas y otros materiales improvisados y el tercer día se vendían esclavos y animales vestidos de oro y plata. Después del mediodía se celebraban los sacrificios, que solían ser de bueyes y ciervos los más ricos, y de gamos y pintadas el resto. No se podían sacrificar cerdos, ovejas y cabras. Las víctimas iban envueltas en telas y se disponían al modo egipcio. Luego se celebraba una procesión con las víctimas y para finalizar se quemaban las tiendas.

## Titorea actual
La  Titorea actual es un pueblo y antiguo municipio de Ftiótide. Desde la reforma de la administración local de 2011, constituye una unidad municipal en el municipio de Amfikleia-Elateia. Su población en 2011 era de 3198 habitantes.
La unidad municipal consta de las poblaciones de Kato Titorea (la sede del antiguo municipio) y los pueblos de Agia Marina, Agia Paraskeví, Modi y Titorea. Liakoura (antiguo Licorea), el pico más alto del monte Parnaso alcanza una altura de 2457 m, y se extiende por la parte más meridional de la unidad municipal. El río Cefiso fluye en el valle al norte de Titorea.